# Шинкаренко, Фёдор Иванович
Фёдор Иванович Шинкаренко (1913—1994) — советский лётчик-ас истребительной авиации и военачальник, участник советско-финской и Великой Отечественной войн, Герой Советского Союза (7.04.1940). Генерал-полковник авиации (23.02.1967). 

## Биография
Родился 4 февраля (17 февраля по новому стилю) 1913 года в селе Новониколаевка Ростовского округа области Войска Донского, ныне Азовского района Ростовской области. Русский. Некоторое время жил в селе Самарском Азовского района Ростовской области. В 1931 году окончил 7 классов школы в городе Азов. Работал слесарем в Ростове-на-Дону.
В Красной Армии с сентября 1932 года по комсомольскому призыву. В 1933 году окончил 1-ю военную школу лётчиков имени А. Ф. Мясникова, с декабря 1933 по март 1937 года служил в ней лётчиком-инструктором, командиром звена, лётчиком-испытателем. С марта 1937 года служил в 6-й скоростной бомбардировочной эскадрилье (Ленинградский военный округ): младший лётчик, командир звена, командир отряда. С марта 1938 года служил в 38-м истребительном авиационном полку того же округа (г. Пушкин) командиром звена, помощником командира эскадрильи, командиром эскадрильи. В сентябре 1939 года назначен командиром эскадрильи 7-го истребительного авиационного полка ВВС Ленинградского ВО.

## Советско-финская война
Участник советско-финской войны: в ноябре 1939 — марте 1940 годов — командир эскадрильи 7-го истребительного авиационного полка (59-я истребительная авиационная бригада, 7-я армия, Северо-Западный фронт). Совершил 46 боевых вылетов на истребителе И-16 на прикрытие бомбардировок аэродромов и войск противника, в воздушных боях лично сбил лично 2 и в составе группы — 1 самолёт противника. Первым из советских лётчиков одержал воздушную победу в Советско-финляндской войне, сбив 1 декабря 1939 года в небе над Муолаанярви финский Bristol Bulldog. Из числа боевых вылетов 11 совершил на штурмовки наземных целей. В одном из вылетов способствовал спасению экипажа совершившего вынужденную посадку советского бомбардировщика СБ: пока его забирал второй самолёт, Шинкаренко пулемётным огнём не давал приблизиться финским солдатам к месту посадки, а после эвакуации экипажа уничтожил повреждённый бомбардировщик.
За мужество и героизм, проявленные в боях, старшему лейтенанту Шинкаренко Фёдору Ивановичу указом Президиума Верховного Совета СССР от 7 апреля 1940 года присвоено звание Героя Советского Союза с вручением ордена Ленина и медали «Золотая Звезда» (№ 291).
После войны в апреле 1940 года назначен помощником командира этого полка, в сентябре направлен на учёбу на курсы усовершенствования командиров авиаполков при Военной академии командного и штурманского состава ВВС РККА. 

## Великая Отечественная война
Участник Великой Отечественной войны с июля 1941 года, когда был назначен командиром 42-го истребительного авиационного полка. Полк под его командованием сражался на Северо-Западном (июль 1941), Брянском (октябрь-ноябрь 1941), Западном (май-сентябрь 1942), вновь на Северо-Западном (октябрь 1942 — июнь 1943), Калининском (сентябрь-ноябрь 1943). За образцовое выполнение боевых задач Командования и проявленные при этом мужество и героизм приказом Народного комиссара обороны СССР от 9 октября 1943 года полку было присвоено гвардейское звание и он был преобразован в 133-й гвардейский истребительный авиационный полк. Уже под гвардейским знаменем полк продолжил боевой путь в составе 3-й воздушной армии на Калининском и 3-м Белорусском фронтах. За время командования полком участвовал в битве за Москву, в Ржевской битве, в Демянских наступательных операциях 1942 и 1943 годов, в Смоленской и Невельской наступательных операциях.
С июля 1944 года и до конца войны полковник Шинкаренко командовал 130-й истребительной Инстербургской авиационной дивизией ордена Суворова 1-й воздушной армии 3-го Белорусского фронта (168-й, 409-й и 909-й иап). Дивизия действовала в Мемельской, Гумбиннен-Гольдапской, Восточно-Прусской наступательных операциях. 
За годы войны совершил свыше 100 боевых вылетов на истребителях ЛаГГ-3, Як-1, Як-7 и Як-9, в около 20 воздушных боях лично сбил 8 самолётов противника.

## Мирное время
После войны продолжал службу в Вооруженных силах СССР, командовал той же дивизией в Особом военном округе, а с января по октябрь 1946 года — 324-й истребительной авиационной дивизией, ( ВВС Московского военного округа). Затем его направили на учёбу. В 1949 году окончил Военно-воздушную академию (Монино).
С июня 1949 года служил заместителем командира 71-го истребительного авиационного корпуса (Группа советских войск в Германии), с января 1950 года — командиром 54-го истребительного авиационного корпуса (Прикарпатский военный округ). С сентября 1951 года — заместитель командующего 30-й воздушной армией Прибалтийского ВО — командующим войсками Прибалтийского приграничного района воздушной обороны. С сентября 1953 года — командующий войсками Киевского района ПВО, с августа 1954 — командующий истребительной авиацией Киевской армии ПВО.
В 1952 году отдал приказ самолет перехватить и сбить шведский DC-3, оснащённый британским разведоборудованием и выполнявший разведывательный полёт над Балтийским морем вблизи побережья СССР. Впервые Шинкаренко рассказал об этом факте в 1991 году, а шведы признали разведывательный характер полёта в 2007 году. Самолет шведских ВВС нашли лишь в 2003 году. 
С июня 1955 года — заместитель главного военного советника по ВВС и ПВО — старший военный советник заместителя министра обороны НРБ по ПВО и ВВС. С сентября 1956 — командующий ВВС Воронежского военного округа. С апреля 1958 года командовал 30-й воздушной армией (в апреле 1968 года переименована в 15-ю ВА) Прибалтийского военного округа. С мая 1973 года был консультантом Рижского высшего военного авиационного инженерного училища. Генеральские воинские звания ему были присвоены: генерал-майор авиации (3.08.1953), генерал-лейтенант авиации (25.05.1959), генерал-полковник авиации (23.02.1967). 
С октября 1975 года в запасе в звании генерал-полковника авиации. Жил в Риге, в последние годы жизни — в Москве. Автор мемуаров.
Умер 23 апреля 1994 года. Похоронен в посёлке Монино Щёлковского района Московской области на Монинском мемориальном военном кладбище.

## Награды
- Герой Советского Союза (7.04.1940)
- 4 ордена Ленина (15.01.1940, 7.04.1940, 17.07.1942, …)
- 3 ордена Красного Знамени (13.09.1943, 13.05.1945, …)
- Орден Кутузова 2-й степени (19.04.1945)
- Орден Отечественной войны 1-й степени (11.03.1985)
- Орден Красной Звезды
- Медаль «За боевые заслуги» (30.04.1945)
- Медаль «За оборону Москвы» (вручена 22.03.1945)
- Медаль «За взятие Кёнигсберга»
- Ряд других медалей СССР
- Орден «9 сентября 1944 года» 3-й степени с мечами (Болгария, 14.09.1974)[14]
- Медаль «За укрепление дружбы по оружию» в золоте (Чехословакия, 20.03.1970)[15]
- Заслуженный военный лётчик СССР (1966).